# Alessandra Vieira
Alessandra Xavier da Rocha Vieira (Santa Cruz do Capibaribe, 18 de setembro de 1973), é uma politica brasileira, e ex deputada estadual pelo estado de Pernambuco.
Alessandra é ex-presidente do PSDB em Pernambuco, foi candidata a Vice-Governadora do estado de Pernambuco na chapa de Miguel Coelho e candidata a prefeita de Santa Cruz do Capibaribe.Atualmente, está a frente da Secretaria Executiva de Projetos Estratégicos da cidade do Recife. 
Leis de sua autoria: 
Lei nº 16.583/2019 - determina prioridade e gratuidade na emissão de documentos de identificação pessoal para as mulheres vítimas de violência doméstica.
Lei nº 16.742/2019 - estabelece que sejam realizadas ações educativas para o Dia Internacional da Mulher, fixadas no Calendário Oficial de Eventos do Estado.